# Heteromeringia opisthochracea
Heteromeringia opisthochracea är en tvåvingeart som beskrevs av Mitsuhiro Sasakawa 1966. Heteromeringia opisthochracea ingår i släktet Heteromeringia och familjen träflugor. Inga underarter finns listade i Catalogue of Life.